# Taki Inoue
Takachiho „Taki“ Inoue (jap. 井上 隆智穂, Inoue Takachiho; * 5. September 1963 in Kōbe) ist ein ehemaliger japanischer Automobilrennfahrer. 1994 und 1995 bestritt er insgesamt 18 Formel-1-Rennen, konnte jedoch keine Meisterschaftspunkte sammeln. Inoue gilt als klassischer Paydriver und bezeichnete sich 2013 in einem Interview selbst als „einer der schlechtesten Formel-1-Fahrer aller Zeiten“.

## Karriere

### Nachwuchsserien und erste Formel-1-Erfahrung
Inoue kam 1987 aus Japan nach Großbritannien. Dort absolvierte er eine Ausbildung an der Jim Russell Racing School. 1988 nahm Inoue an der britischen Formel-Ford-Meisterschaft, 1989–1993 an der Japanischen Formel-3-Meisterschaft teil, wobei sein bestes Resultat der neunte Meisterschaftsrang im Jahr 1993 war. 1994 startete Inoue in der Formel 3000, konnte dort jedoch keine Meisterschaftspunkte erlangen und war des Öfteren in selbstverschuldete Unfälle verwickelt.
Inoue gelang durch Sponsorengelder japanischer Firmen 1994 ein erster Einstieg in die Formel 1, indem er den Großen Preis von Japan für das britische Team Simtek bestritt. Wie zu erwarten qualifizierte er sich für den letzten Startplatz mit mehr als drei Sekunden Rückstand auf seinen Teamkollegen David Brabham. In Runde drei rutschte Inoue wegen starken Regens von der Strecke und musste das Rennen beenden.

### Formel-1-Saison 1995 bei Footwork

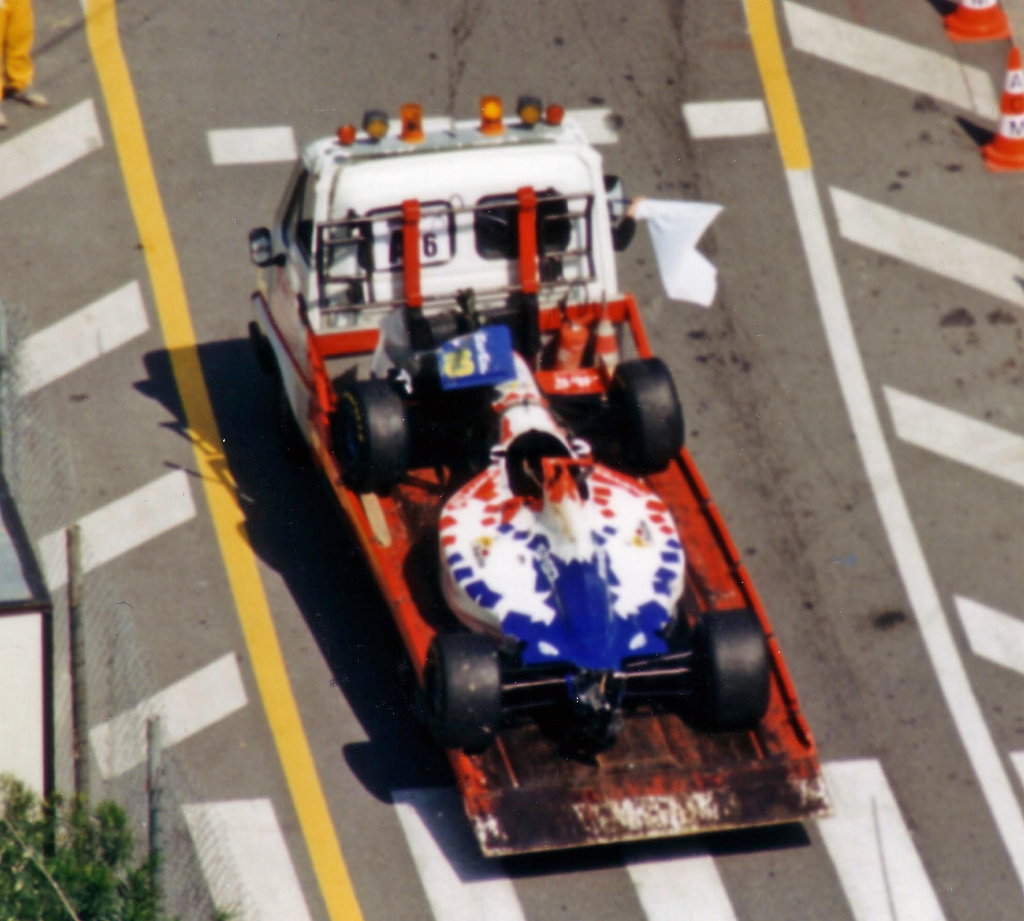
Inoues Footwork nach seinem Trainingsunfall zum Großen Preis von Monaco

Diese eher schlechten Erfahrungen hielten Inoue nicht davon ab, sich für die Saison 1995 mit Sponsorengeldern von insgesamt 4,5 Mio. US-Dollar einen Platz beim britischen Team Footwork, auch bekannt als Arrows, zu kaufen. In keinem der 17 Saisonrennen gelang es ihm mit dem Footwork FA16, ein besseres Resultat als seine Teamkollegen Gianni Morbidelli bzw. Massimiliano Papis zu erzielen.
Bemerkenswerte Vorfälle der Saison gab es unter anderem beim Samstagstraining zum Großen Preis von Monaco, als sein Wagen mit blockierten Rädern in den Leitplanken einschlug. Beim anschließenden Abtransport, das Training war bereits zu Ende, kollidierte das vom französischen Rallye-Fahrer Jean Ragnotti pilotierte Safety Car mit dem Footwork, welcher sich daraufhin überschlug. Inoue saß zu diesem Zeitpunkt in seinem Boliden und erlitt eine leichte Gehirnerschütterung, weil er den Sicherheitsgurt nicht angelegt hatte. Trotz dieses Zwischenfalls konnte Inoue das Rennen am nächsten Tag bestreiten, fiel jedoch aufgrund eines Getriebeschadens aus.
Ebenfalls erwähnenswert ist ein Zwischenfall beim Großen Preis von Ungarn, als Inoue, der aus seinem liegengebliebenen Boliden ausstieg, vom Medical Car angefahren wurde und sich eine leichte Verletzung am Bein zuzog. Zum nächsten Saisonrennen in Belgien war Inoue allerdings wieder ausreichend genesen.
Sein bestes Saisonresultat war der achte Rang beim Großen Preis von Italien, bei dem insgesamt zehn Autos das Ziel erreichten.

### Nach der Formel 1
Für die Saison 1996 war bereits ein Vertrag mit dem italienischen Team Minardi geschlossen worden, der Inoue 3 Mio. US-Dollar kostete. Kurz vor Saisonstart platzte der Vertrag jedoch, da einer seiner Sponsoren ausstieg. So erhielt letztendlich Giancarlo Fisichella, der bis 2009 in der Formel 1 aktiv war, den Zuschlag für das Cockpit.
Nach seiner Formel-1-Zeit fuhr Inoue 1999 in der japanischen GT-Meisterschaft, die er auf dem 32. Rang in der Gesamtwertung abschloss.
Ende 1999 zog sich Inoue endgültig vom aktiven Rennsport zurück und gründete die „International Management Company“, die die Karriere zumeist japanischer Rennfahrer betreute.

## Statistik

### Statistik in der Formel-1-Weltmeisterschaft

#### Gesamtübersicht
| Saison | Team            | Chassis       | Motor          | Rennen | Siege | Zweiter | Dritter | Poles | schn. Rennrunden | Punkte | WM-Pos. |
| ------ | --------------- | ------------- | -------------- | ------ | ----- | ------- | ------- | ----- | ---------------- | ------ | ------- |
| 1994   | MTV Simtek Ford | Simtek S941   | Ford HB 3.5 V8 | 1      | –     | –       | –       | –     | –                | –      | –       |
| 1995   | Footwork Hart   | Footwork FA16 | Hart 3.0 V8    | 17     | –     | –       | –       | –     | –                | –      | 24.     |
| Gesamt | Gesamt          | Gesamt        | Gesamt         | 18     | –     | –       | –       | –     | –                | –      |         |

#### Einzelergebnisse
| Saison | 1   | 2   | 3   | 4   | 5 | 6   | 7   | 8   | 9   | 10 | 11 | 12 | 13  | 14  | 15 | 16  | 17 |
| ------ | --- | --- | --- | --- | - | --- | --- | --- | --- | -- | -- | -- | --- | --- | -- | --- | -- |
| 1994   |     |     |     |     |   |     |     |     |     |    |    |    |     |     |    |     |    |
|        |     |     |     |     |   |     |     |     |     |    |    |    |     | DNF |    |     |    |
| 1995   |     |     |     |     |   |     |     |     |     |    |    |    |     |     |    |     |    |
| DNF    | DNF | DNF | DNF | DNF | 9 | DNF | DNF | DNF | DNF | 12 | 8  | 15 | DNF | DNF | 12 | DNF |    |

| Legende  | Legende            | Legende                                                          |
| Farbe    | Abkürzung          | Bedeutung                                                        |
| -------- | ------------------ | ---------------------------------------------------------------- |
| Gold     | –                  | Sieg                                                             |
| Silber   | –                  | 2. Platz                                                         |
| Bronze   | –                  | 3. Platz                                                         |
| Grün     | –                  | Platzierung in den Punkten                                       |
| Blau     | –                  | Klassifiziert außerhalb der Punkteränge                          |
| Violett  | DNF                | Rennen nicht beendet (did not finish)                            |
| Violett  | NC                 | nicht klassifiziert (not classified)                             |
| Rot      | DNQ                | nicht qualifiziert (did not qualify)                             |
| Rot      | DNPQ               | in Vorqualifikation gescheitert (did not pre-qualify)            |
| Schwarz  | DSQ                | disqualifiziert (disqualified)                                   |
| Weiß     | DNS                | nicht am Start (did not start)                                   |
| Weiß     | WD                 | zurückgezogen (withdrawn)                                        |
| Hellblau | PO                 | nur am Training teilgenommen (practiced only)                    |
| Hellblau | TD                 | Freitags-Testfahrer (test driver)                                |
| ohne     | DNP                | nicht am Training teilgenommen (did not practice)                |
| ohne     | INJ                | verletzt oder krank (injured)                                    |
| ohne     | EX                 | ausgeschlossen (excluded)                                        |
| ohne     | DNA                | nicht erschienen (did not arrive)                                |
| ohne     | C                  | Rennen abgesagt (cancelled)                                      |
| ohne     | keine WM-Teilnahme |                                                                  |
| sonstige | P/fett             | Pole-Position                                                    |
| sonstige | 1/2/3/4/5/6/7/8    | Punktplatzierung im Sprint-/Qualifikationsrennen                 |
| sonstige | SR/kursiv          | Schnellste Rennrunde                                             |
| sonstige | *                  | nicht im Ziel, aufgrund der zurückgelegten Distanz aber gewertet |
| sonstige | ()                 | Streichresultate                                                 |
| sonstige | unterstrichen      | Führender in der Gesamtwertung                                   |